# René Leroy

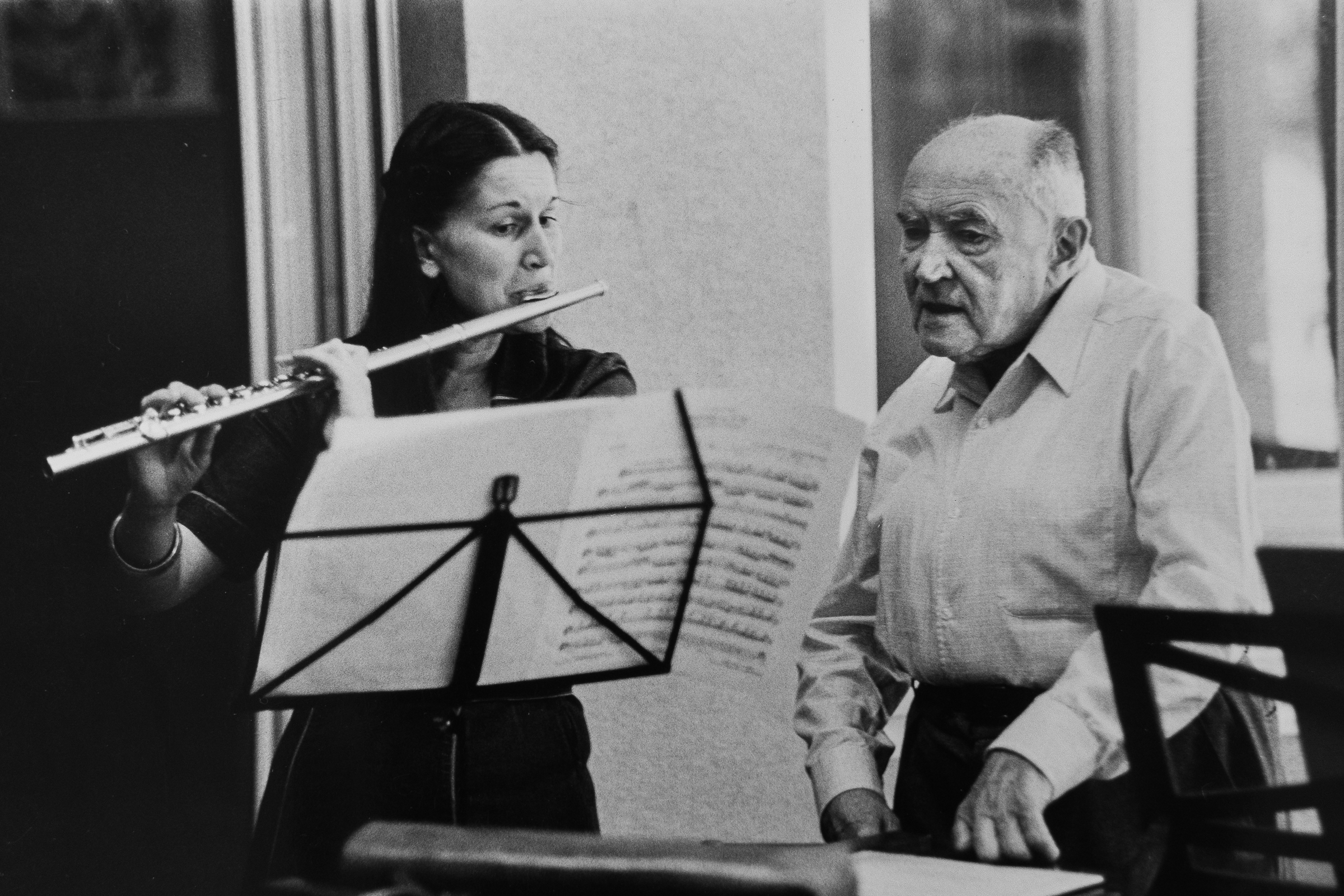
René Le Roy masterclass in Puget-Théniers August 1981.

René Leroy (* 4. März 1898 in Maisons-Laffitte; † 3. Januar 1985 bei Paris; auch René LeRoy oder René Le Roy) war ein französischer Flötist und Musikpädagoge.

## Leben und Karriere
Leroy, 1898 in Maisons-Laffitte geboren, studierte bei Adolphe Hennebains, Léopold Jean Baptiste Lafleurance und Philippe Gaubert am Conservatoire de Paris, wo er 1918 den ersten Preis im Fach Flöte erhielt. Von 1952 bis 1968 war er Soloflötist im New York City Opera Orchestra. Er wirkte dann bis 1971 als Professor für Kammermusik am Conservatoire de Paris. 1966 veröffentlichte er einen Traité de la flûte. Zu seinen Schülern zählten Christine Alicot, Juho Alvas, Thomas Brown, Susan Morris DeJong, Geoffrey Gilbert und Bassam Saba.